# Mörkhuvad smalmyra
Mörkhuvad smalmyra (Leptothorax tuberum) är en myrart som först beskrevs av Fabricius 1775.  I den svenska databasen Dyntaxa används istället namnet Temnothorax tuberum. Enligt Catalogue of Life ingår mörkhuvad smalmyra i släktet smalmyror och familjen myror, men enligt Dyntaxa är tillhörigheten istället släktet smalmyror och familjen myror. Arten är reproducerande i Sverige.

## Underarter
Arten delas in i följande underarter:
- L. t. alaicus
- L. t. brauneri
- L. t. ciscaucasicus
- L. t. kirillovi
- L. t. nigricephalus
- L. t. nylanderounifasciatus
- L. t. sachalinensis
- L. t. salinus
- L. t. tuberonigriceps
- L. t. tuberum